# 에린 리처즈
에린 리처즈(Erin Richards, 1986년 5월 17일 ~ )는 웨일스의 배우, 감독, 작가이다.

## 출연 작품

### 영화
- 오픈 그레이브 (2013) - 샤론 역
- 콰이어트 원 (2014) - 크리스티나 "크리시" 돌턴 역

### 텔레비전
- 크래시 (2010) - 셰릴 역
- 빙 휴먼 (2011) - 낸시 리드 형사 역
- 브레이킹 인 (2012) - 몰리 휴스 역
- 마법사 멀린 (2012) - 에이라 역
- 크로싱라인 (2013) - 니콜 라이언 역 (단역)
- 미스핏츠 (2013) - 세라 역 (단역)
- 고담 (2014-19) - 바버라 킨 역
- 더 크라운 (2022-23) - 켈리 피셔 역